# Pedro Parente
Pedro Pullen Parente GOMM (Rio de Janeiro, 21 de fevereiro de 1953) é um engenheiro eletrônico e administrador de empresas brasileiro. No âmbito da administração pública, Parente atuou nos governos de José Sarney, Fernando Collor de Mello, Fernando Henrique Cardoso e, finalmente, no governo de Michel Temer, já na condição de presidente da Petrobras.

## Biografia
Filho do piauiense Oswaldo dos Santos Parente e de Isabel Francisca Pullen, de ascendência inglesa, Pedro Parente nasceu em 1953 na cidade do Rio de Janeiro onde passou sua juventude. Era sobrinho do deputado federal Marcos Santos Parente e do senador Joaquim Santos Parente, pertencentes à UDN, e iniciou sua carreira profissional em 1971, aos 18 anos de idade, como funcionário concursado do Banco do Brasil. Através de suas conexões políticas foi transferido para o Banco Central apenas dois anos mais tarde sob pedidos de João Sayad (secretário executivo do Ministro do Planejamento, Andrea Calabri), o jovem Pedro Parente integraria a equipe que atuava na criação da Secretaria do Tesouro Nacional. Em 1976 formou-se em Engenharia Eletrônica pela Universidade de Brasília.
Já em 1985, durante a presidência de José Sarney, Pedro Parente foi nomeado secretário-geral adjunto do Ministério da Fazenda, onde permaneceu até 1986. Nos anos seguintes passou por várias funções executivas na Secretaria do Tesouro Nacional onde atuou na concepção e implantação do Sistema Integrado de Administração Financeira. Em 1989 assumiu como secretário de Orçamento e Finanças do Ministério do Planejamento quando, um ano mais tarde, migrou para a presidência do Serviço Federal de Processamento de Dados (Serpro). Saindo da Serpro, Pedro Parente assumiu a Secretaria de Planejamento do Ministério da Economia, Fazenda e Planejamento do então presidente Fernando Collor de Mello em 1991 onde ajudou na implementação do conjunto de reformas econômicas conhecido como "Plano Collor". Depois do processo de impeachment e posterior renúncia do presidente Collor em 1992, Parente passou a atuar como consultor do Fundo Monetário Internacional (FMI) nos Estados Unidos da América até o ano de 1994.
No final de 1994 Pedro Parente retorna ao Brasil para tornar-se secretário executivo do Ministro da Fazenda Pedro Malan, com quem já havia trabalhado durante a gestão Collor. Nesta pasta, Parente foi responsável pela renegociação das dívidas dos estados da federação, estimulando os governadores a adotarem programas de privatização das empresas públicas. Em 1999, durante o governo Fernando Henrique Cardoso, assumiu o Ministério do Planejamento, Orçamento e Gestão, mas em julho do mesmo ano tornou-se chefe da Casa Civil da Presidência da República onde permaneceu até o final do governo, em 2003. Admitido em 1992 à Ordem do Mérito Militar no grau de Comendador especial por Collor, no comando da Casa Civil, Parente foi promovido por FHC ao grau de Grande-Oficial em 2000.
Além disso, no ano de 2002, Parente também acumulou a função de ministro de Minas e Energia, ocasião em que ficou conhecido como “ministro do apagão”, por ser o coordenador da equipe de gestão durante a crise no abastecimento de energia elétrica do país.
Com a eleição de Luiz Inácio Lula da Silva e o término do governo FHC, Parente deixou a administração pública e passou ao setor privado. Foi escolhido como vice-presidente do Grupo RBS, coordenando a reestruturação financeira da empresa de mídia em uma época que diversas empresas do setor passaram por dificuldades financeiras diante dos cortes nas verbas de publicidade. Assim que deixou a RBS foi para a presidência da Bunge Brasil, onde atuou entre 2010 e 2014, conduzindo uma reestruturação das operações locais, acumulando também o cargo de CEO. Anunciou sua aposentadoria aos 60 anos de idade e então passou a atuar na Prada Assessoria, empresa criada por sua então esposa e sócia Lucia Hauptman, cujo modelo de negócios é a gerência de fortunas de cerca de 20 abastadas famílias brasileiras.
Em maio de 2016 foi indicado pelo Governo Michel Temer ao cargo de presidente da Petrobras. Seu nome foi submetido e aprovado pelo Conselho de Administração da empresa, requisito essencial para assumir o cargo. Sua posse ocorreu em 1º de junho.. Assumiu, em meados de abril de 2018, o posto de presidente-executivo da BRF S.A. ("Brazilian foods") em concomitância com o cargo público na Petrobrás, atendendo a convite de Abílio Diniz, em nome do Conselho de Administração, segundo a revista "Isto é Dinheiro" de 20 de abril de 2018.
Em 8 de maio de 2018, é publicado o resultado de valorização recorde da Petrobras, fruto da política de preços alinhados com o mercado internacional. Com a deflagração duas semanas depois da greve dos caminhoneiros, a referida política sustentada por Pedro Parente é colocada em xeque. Em 1 de junho de 2018, pediu demissão do cargo de presidente da Petrobras , logo após o término da greve. Sua permanência foi dada como um entrave ao rompimento da política de preços tão defendida por Parente.
Em outubro de 2018, Parente se casou em Portugal, com a produtora Joana Henning Generoso, fundadora da empresa "Escarlate Conteúdo Audiovisual" e sócia de Sérgio Sá Leitão, Ministro da Cultura do governo Temer.

### Gestão na Petrobras
Parente comandou a Petrobras desde 1º de junho de 2016 frente a uma das maiores crises pelas quais a companhia já enfrentou. Sob seu comando, a Petrobras voltou a operar no lucro, após quatro anos no prejuízo. No 1º trimestre, a companhia registrou lucro líquido de 6,961 bilhões de reais, o melhor resultado dos últimos cinco anos. Já a dívida líquida da Petrobras encerrou o 1º trimestre em 270,7 bilhões de reais, após ter chegado a 391 bilhões no final de 2015.
Em 8 de maio de 2018, a Petrobras voltou a pagar dividendos, após ficar quatro anos sem pagar acionistas. Em 11 de maio de 2018, retomou ao posto que tinha perdido em 2014 de empresa mais valiosa do Brasil, superando a Ambev.
Em 16 de maio de 2018, o valor de mercado da Petrobras chegou a 388,8 bilhões de reais; anteriormente quando Parente assumiu o valor de mercado era de 123 bilhões de reais..  Porém, com a crise gerada pela política de preços dos combustíveis, que provocou uma paralisação dos caminhoneiros, a empresa perdeu 137 bilhões de reais em valor de mercado em onze dias, caindo para a quarta posição entre as empresas brasileiras. O maior valor histórico foi registrado exatamente dez anos antes, em maio de 2008, quando a estatal atingiu o valor de mercado de 510,3 bilhões de reais.

## Genealogia
Pedro Parente faz parte da tradicional família Coelho Rodrigues de Paulistana, estado do Piauí, com raízes genealógicas na Freguesia de Paço de Sousa, no Distrito do Porto, em Portugal, visto que é descendente (hexaneto e, ao mesmo tempo, heptaneto) do casal Domiciana Vieira de Carvalho e Valério Coelho Rodrigues, com seis linhas de ascendência paterna, por parte de Josefa Rodrigues de Santana, Anna Rodrigues de Santana, José Rodrigues Coelho e Maria Rodrigues de Santana.